# Théodore Monod
Théodore André Monod (Rouen, 9 d'abril de 1902 - Versalles, 22 de novembre de 2000) va ser un humanista, naturalista i explorador francès.

## Exploració
De jove ja va exercir de professor al Museu Nacional d'Història Natural i fundà l'Institut Français d'Afrique Noire al Senegal. L'any 1949 va ser escollit membre de l'Académie des sciences d'outre-mer, el 1957 de l'Académie de Marine i de l'Académie des Sciences el 1963. L'any 1960 va ser un dels fundadors de la World Academy of Art and Science.
Començà la seva carrera a l'Àfrica amb l'estudi de la foca vell marí al Cap Blanc (Mauritània). Aviat prestà atenció al Sàhara i els seus meteorits. Hi descobrí també moltes espècies de plantes i jaciments del Neolític. Entre les seves troballes hi ha l'esquelet de l'home Asselar, de 6.000 anys d'antiguitat a Adrar des Ifoghas que molts estudiosos consideren que és la primera resta que mostra les característiques de la raça negra humana.

## Activisme
Monod, el fill de Wilfred Monod, estudià al Lycée Pierre Corneille a Rouen. El seu pare era pastor protestant del Temple Protestant de l'Oratoire du Louvre. Monod va ser actiu políticament dins el moviment del pacifisme i antinuclear. Es va descriure a ell mateix com anarquista cristià.
Monod era net de Frédéric Monod i descendent del biòleg Jacques Monod, del músic Jacques-Louis Monod, del polític Jérôme Monod i del director Jean-Luc Godard.

## Algunes obres
Obres reeditades per Actes Sud (Arles):
- Méharées, (Paris, 1937), rééd. 1989.
- L'Émeraude des garamantes, (éditions de L'Harmattan, Paris, 1984), rééd. 1992.
- L'Hippopotame et le philosophe, rééd. 1993.
- Désert lybique, éditions Arthaud, 1994.
- Majâbat Al-Koubrâ, Actes Sud, 1996.
- Maxence au désert, Actes Sud, Arles, 1995.
- Tais-toi et marche ..., exploration journal from El Ghallaouya-Aratane-Chinguetti, Actes Sud, 2002.